# N. Kiss Zsuzsa
N. Kiss Zsuzsa (Budapest, 1955. május 24. –) magyar műfordító.

## Élete
1973 és 1978 között az Eötvös Loránd Tudományegyetem Bölcsészettudományi Kar (ELTE BTK) angol–francia szakos hallgatója volt.
1978 és 1979 között a Corvina Könyvkiadóban, 1980 és 1988 között pedig az Európa Könyvkiadóban kézirat-előkészítő volt. 1988 és 1995 között, valamint 2007 és 2011 között ugyanott francia szerkesztőként dolgozott. 1995-ig Kiss Zsuzsa néven fordított, azóta viszont N. Kiss Zsuzsa néven dolgozik. 1995 és 2007 között szabadúszó volt.
Angolból, németből, franciából fordít verset és prózát.

## Műfordításai
- Anne Brontë: Wildfell asszonya (1985, a versbetéteket fordította)
- Susan Kay: A fantom (1992)
- Rosamunde Pilcher: Az ikrek jegyében (1993)
- William Styron: Látható sötétség (1993)
- Desmond Morris: Babafigyelőben (1993)
- Rosamunde Pilcher: Kisded játékok (1995)
- Nelson DeMille: A tábornok lánya (1995)
- Patrick Chamoiseau: Csodálatos Solibo (1996)
- Rosamunde Pilcher: Otthon (1997)
- Michael Crichton: Élesben (1997)
- Daniel Goleman: Érzelmi intelligencia (1997)
- Milan Kundera: Azonosság (1997)
- Rosemary Sutcliff: Odüsszeusz bolyongásai (1999)
- Agnès Desarthe: Egy titok, ami nem számít (1999)
- Pat Barker: Felépülés (1999)
- Pierre Bourdieu: Férfiuralom (2000)
- Anne Tyler: Minden földi jó (2000)
- Elie Wiesel: A hajnal (2001)
- Anna Gavalda: Szeretném, ha valahol valaki várna rám (2001)
- Milan Kundera: Nemtudás (2001)
- Jean-Pierre Vernant: Mindenség, istenek, emberek (2002)
- William Nicholson: Lángoló szél (2002)
- Philip Pullman: A borostyán látcső (2003)
- Eliette Abécassis: A Templom kincse (2003)
- Michel Faber: A bíbor szirom és a fehér (2005)
- Henri Troyat: Marina Ivanovna Cvetajeva, az örök lázadó (2007)
- Charlotte Brontë: Jane Eyre (2007)
- Anna Gavalda: 35 kiló remény (2009)
- Charles Dickens: Közös barátunk (2013)

## Díjai
- Wessely László-díj, 2000
- Szekeres György Műfordítói Érem, 2021[1]

## Külső hivatkozások
- Életrajza és műfordításai a Műfordítók Egyesületének honlapján Archiválva 2016. augusztus 10-i dátummal a Wayback Machine-ben
- Magyarul Bábelben